# Szokol Zsolt
Szokol Zsolt (Békéscsaba, 1990. március 16. –) magyar labdarúgó. Posztja szélső védő, a Sényő játékosa.

## Pályafutása

### Klubcsapatokban
Békéscsabán nevelkedett, a 2008-as évtől kezdve stabil játékosa volt a másodosztályú Békéscsabai Előre együttesének, 2009 őszén pedig felkeltette az NB1-es Újpest érdeklődését, akik próbajáték után kb. 7 millió forintért szerződtették a fiatal tehetséget. A korosztálya egyik leggyorsabb játékosaként tartották számon. Szerződése 2013-ig szólt. Az új szezont a Nyíregyháza Spartacusnál kezdte meg, ahol alapemberként számoltak a volt korosztályos válogatott védővel. Öt éven át játszott a nyírségi csapatban, amelynek színeiben több mint száz bajnokin lépett pályára. 2018 nyarán a másodosztályú Vasas szerződtette. A 2018-2019-es szezon első felében mindössze öt bajnokin lépett pályára, 2019 februárjában a svájci negyedosztályú United Zürich csapatához került kölcsönbe. 2019 nyarán a magyar harmadosztályban szereplő Sényőben folytatta pályafutását.

### A válogatottban
2010 és 2011 között tizenkét alkalommal lépett pályára a magyar U21-es válogatottban.